# موراکسلا کاتارالیس
موراکسلا یک باکتری گرم منفی است که خصوصیات آن مشابه نایسریا است. موراکسلا کوکسی یا باسیل ضخیم و کوتاه گرم منفی، هوازی است که به صورت دوتایی (دیپلوکوک) دیده می‌شود. این باکتری اکسیداز مثبت است و قندها را تخمیر نمی‌کند و امروزه اغلب باتولید آنزیم بتالاکتاماز در برابر پنی‌سیلین مقاوم گردیده‌است. نام موراکسلا کارتارالیس (Moraxella catarrhalis) شناخته‌شده تر است.

## بیماریزایی
این باکتری می‌تواند عفونتهای سیستم تنفسی (مانند سینوزیت و لارنژیت)، گوش میانی، دستگاه عصبی مرکزی و مفاصل را در انسان ایجاد کند. اغلب سوشهای موراکسلا به پنی سیلینها مقاومند ولی به آنتی بیوتیکهایی مانند کوتریموکسازول و اریترومایسین حساسند.